# Halmágycsúcs község
Halmágycsúcs község (románul: Comuna Vârfurile) község Arad megyében, Romániában. Központja Halmágycsúcs, beosztott falvai Csúcsmező, Halmágygóros, Irtásfalu, Kismaglód, Mermesd, Vidra, Ácsva.

## Népessége
A 2011-es népszámlálás adatai alapján a község népessége 2715 fő volt.